# UGC 103
UGC 103 es una galaxia espiral localizada en la constelación de Piscis.